# Albert Harker
Albert „Al“ Harker (* 11. April 1910 in Philadelphia, Pennsylvania; † 3. April 2006 in Camp Hill, Pennsylvania) war ein US-amerikanischer Fußballspieler.

## Sportlicher Werdegang
Harker spielte ab 1932 für die Philadelphia Americans, die seinerzeit noch als Philadelphia German-Americans antraten. Mit dem Klub gewann der Abwehrspieler 1933 und 1934 den National Amateur Cup. Als Folge wurde er neben den Mannschaftskameraden Bill Fielder, Peter Pietras, Francis Ryan und Herman Rapp in den Kader der US-amerikanischen Nationalmannschaft zur Qualifikation zur Weltmeisterschaft 1934 berufen, die aus einem Spiel gegen die mexikanische Nationalmannschaft drei Tage vor Beginn der Endrunde bestand. Beim 4:2-Erfolg wirkte er mit, bei der drei Tage später zum Turnierauftakt ausgetragenen Partie gegen Gastgeber Italien – das Spiel endete mit einer 1:7-Niederlage – wirkte er hingegen nicht mit.
1933 hatte Harker mit den German-Americans auch an der Debütsaison der American Soccer League teilgenommen, deren Meisterschaft er im zweiten Jahr gewann. 1936 gewann er mit dem Klub den seinerzeit bedeutendsten Wettbewerb des US-Fußballs, den National Challenge Cup. Im selben Jahr wurde er erneut für die Teilnahme an einem großen Turnier mit der Nationalmannschaft nominiert, konnte jedoch nicht acht Wochen freinehmen und sagte daher die Teilnahme an den Olympischen Spielen in Berlin 1936 ab.
Nach der kriegsbedingten Umbenennung in Philadelphia Americans gewann Harker mit seinen Mannschaftskameraden 1942, 1944 und 1947 nochmals die Meisterschaft in der American Soccer League, ehe er 1948 seine aktive Karriere beendete. 1979 wurde er in die National Soccer Hall of Fame aufgenommen.